# Амир Пнуели
Амир Пнуели (енгл. Amir Pnueli, хеб. אמיר פנואלי, рођен 22. априла 1941. године у Нахалалу) је израелски информатичар, добитник Тјурингове награде из 1996. године.